# 몰타 기사단의 기

몰타 기사단의 기

몰타 기사단 수도사의 기

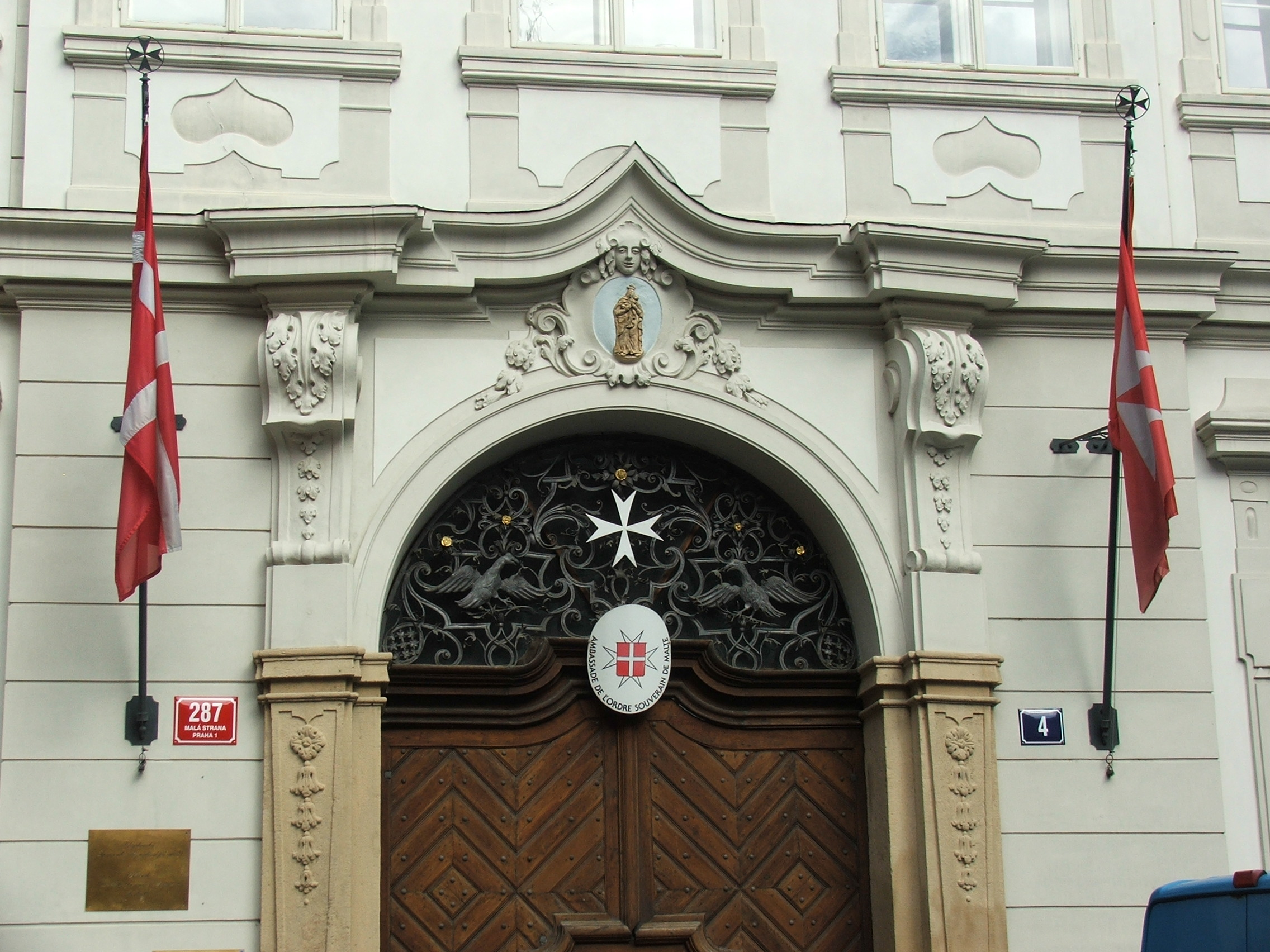
체코 프라하에 소재한 몰타 기사단 대사관에 게양된 몰타 기사단의 기

몰타 기사단의 기는 13세기 경에 처음 제정되었다. 빨간색 바탕 가운데에 하얀색 성 게오르기우스 십자가 그려진 기이다.

## 같이 보기
- 몰타 기사단의 문장